# Шилува
Шилува́ — населённый пункт (местечко) в Расейнском районе Литвы, в 8 км к югу от Титувенай, у шоссе на Расейняй и Титувенай. 
В местечке имеются почтовое отделение, амбулатория, гимназия, филиал Расейняйской художественной школы, дом культуры, библиотека (действующая с 1937 года). Местечко известно как место массового паломничества. 

## История
Впервые упоминается в 1457 году.
Известно как место легендарного явления Девы Марии в 1608 году (по другим сведениям в 1610 году) и является центром паломничества. В 1663 году на месте явления Девы Марии была построена деревянная часовня; в 1818 году она была перестроена. Нынешняя часовня Явления Пресвятой Девы Марии построена в 1912—1924 годах по проекту архитектора Антония Вивульского и представляет собой модернизированное сочетание готики и литовских деревянных колоколен.
В 1993 году в Шилуву приезжал Папа Римский Иоанн Павел II.

## Известные жители
В Шилуве родились раввин Мендель Закс (1898—1974), художник Юзеф Олешкевич (1777—1830), театральный режиссёр Эймунтас Някрошюс (1952—2018).

## Население
В 2001 году население составляло 800 человек, в 2011 уже 635.

## Достопримечательности
- Базилика Пресвятой Девы Марии, одна из 7 малых базилик Литвы (построена в 1775 году)